# 福田和代
福田 和代（ふくだ かずよ、1967年6月22日 -）は、日本の小説家。兵庫県神戸市兵庫区出身。神戸大学工学部化学工学科卒業。
大学卒業後、金融機関のシステムエンジニアとなる。何年も新人賞に応募し続けるも最終候補作に残らず、なぜだろうと考えながら大阪の小説講座「創作サポートセンター」に通う。そこに講師として参加した青心社の社長に福田の作品が目に留まり、2007年、航空謀略サスペンス『ヴィズ・ゼロ』で小説家デビューした。
日本推理作家協会会員。日本SF作家クラブ会員だったが、2014年に退会。

## 作品リスト

### 単著

#### 安濃将文シリーズ
- 迎撃せよ（2011年1月 角川書店 / 2013年11月 角川文庫）
- 潜航せよ（2013年10月 KADOKAWA / 2016年5月 角川文庫）
- 生還せよ（2016年6月 KADOKAWA / 2020年1月 角川文庫）

#### 〈バー・スクウェア〉シリーズ
- スクウェア〈I〉（2012年2月 東京創元社） - 連作短編集
  - 【改題】バー・スクウェアの邂逅（2016年3月 創元推理文庫）
    - 収録作品：スクウェア / ザ・リバー / スクランブル！ / チョイス / デイイン、デイアウト / バナナズ！
- スクウェア〈II〉（2012年2月 東京創元社） - 連作短編集
  - 【改題】バー・スクウェアの矜持 (2016年4月 創元推理文庫)
    - 収録作品：マザー / サーチ / 赤ちゃんに乾杯？ / ブラッディ・ハート / デッドエンドストリート

#### ブラックホークシリーズ
- 特殊警備隊ブラックホーク（2012年6月 幻冬舎）
  - 【改題】標的（2015年2月 幻冬舎文庫）
- ゼロデイ 警視庁公安第五課（2015年3月 幻冬舎 / 2017年10月 幻冬舎文庫）
- サムデイ 警視庁公安第五課（2018年10月 幻冬舎文庫）

#### 航空自衛隊航空中央音楽隊ノート
- 碧空（あおぞら）のカノン 航空自衛隊空中央音楽隊ノート（2013年2月 光文社 / 2015年9月 光文社文庫）
  - 収録作品：ギルガメッシュ交響曲 / ある愛のうた / 文明開化の鐘 / インビジブル・メッセージ / 遠き山に日は落ちて / ラッパ吹きの休日
- 群青のカノン 航空自衛隊航空中央音楽隊ノート2（2015年9月 光文社 / 2018年1月 光文社文庫）
  - 収録作品：希望の空 / 恋するダルマ / ナンバーワン・カレー / 行きゅんな加那 / 恋するフォーチュンクッキー / ラ・フィエスタ
- 薫風のカノン 航空自衛隊航空中央音楽隊ノート3（2017年4月 光文社 / 2019年10月 光文社文庫）
  - 収録作品：サクソフォン協奏曲 / ルージュの伝言 / ゲット・イット・オン / 空みあげて / 星に願いを / インデペンデンス・デイ

#### 星星の火
- 星星の火（2014年6月 双葉社 / 2017年8月 双葉文庫）
- 星星の火2（2017年9月 双葉社 / 2020年12月 双葉文庫）

#### BUG 広域警察極秘捜査班
- 広域警察 極秘捜査班 BUG（2016年11月 新潮社）
  - 【改題】BUG 広域警察極秘捜査班（2019年6月 新潮文庫nex）
- 暗号通貨クライシス―BUG 広域警察極秘捜査班―（2020年4月 新潮文庫nex）

#### サイバー・コマンドー / S&S探偵事務所（スピンオフ）
- サイバー・コマンドー（2013年8月 祥伝社 / 2015年7月 祥伝社文庫）
- 最終兵器は女王様 S&S探偵事務所（2017年2月 祥伝社 / 2020年8月 祥伝社文庫）
- キボウのミライ S&S探偵事務所（2019年4月 祥伝社 / 2020年9月 祥伝社文庫）
- いつか夜は明けても S&S探偵事務所（2020年10月 祥伝社文庫）

#### 梟の一族シリーズ
- 梟の一族（2019年2月 集英社 / 2022年2月 集英社文庫）
- 梟の胎動（2023年10月 集英社文庫）
- 梟の好敵手（2023年11月 集英社文庫）

#### その他の作品
- ヴィズ・ゼロ（2007年6月 青心社）
- TOKYO BLACKOUT（2008年10月 東京創元社 / 2011年8月 創元推理文庫）
- 黒と赤の潮流（2009年2月 ハヤカワ・ミステリワールド）
- プロメテウス・トラップ（2010年2月 ハヤカワ・ミステリワールド / 2017年3月 ハヤカワ文庫JA） - 連作短編集
  - 収録作品：プロメテウス・トラップ / プロメテウス・バックドア / プロメテウス・アタック / プロメテウス・チェックメイト / プロメテウス・デバッグ / プロメテウス・マジック
- オーディンの鴉（2010年4月 朝日新聞出版 / 2012年9月 朝日文庫）
- ハイ・アラート（2010年9月 徳間書店 / 2013年3月 徳間文庫）
- タワーリング（2011年4月 新潮社 / 2014年2月 新潮文庫）
- 怪物（2011年6月 集英社 / 2013年5月 集英社文庫）
- リブート！（2011年7月 双葉社 / 2014年11月 双葉文庫）
- ヒポクラテスのため息（2011年9月 実業之日本社）
  - 【改題】走れ病院（2014年10月 実業之日本社文庫）
- ZONE 豊洲署刑事 岩倉梓（2012年8月 角川春樹事務所）
  - 【改題】ZONE 豊洲署生活安全課 岩倉梓（2015年5月 ハルキ文庫）
- 宇宙（そら）へ（2012年9月 講談社）
  - 収録作品：遙かなる宇宙の歌 / メンテナンスマンはマタ・ハリの夢を見るか？ / アストロノーツに花束を / わが名はテロリスト
- 東京ダンジョン（2013年5月 PHP研究所 / 2016年11月 PHP文芸文庫）
- バベル（2014年3月 文藝春秋 / 2019年3月 文春文庫）
- ユダの柩（2014年10月 朝日新聞出版）
- 天空の救命室 航空自衛隊航空機動衛生隊（2015年6月 徳間書店 / 2018年2月 徳間文庫）
  - 収録作品：高度一万メートルの変心 / ペガサスとアスクレピオスの杖 / 心の距離 / 救える生命と / 天翔ける救命室
- 緑衣のメトセラ（2016年4月 集英社 / 2019年6月 集英社文庫）
- 火災調査官（2016年9月 東京創元社 / 2018年5月 創元推理文庫）
- 空に咲く恋（2017年7月 文藝春秋 / 2020年7月 文春文庫）
- 堕天使たちの夜会（2018年7月 朝日新聞出版）
- 黄金の代償（2018年9月 KADOKAWA）
  - 【改題】因縁（2021年2月 角川文庫）
- カッコウの微笑み（2019年9月 双葉社）
- 東京ホロウアウト（2020年3月 東京創元社 / 2021年6月 創元推理文庫）
- 侵略者（アグレッサー）（2020年5月 光文社 / 2023年6月 光文社文庫）
- ディープフェイク（2021年10月 PHP研究所 / 2024年3月 PHP文芸文庫）
- 繭の季節が始まる（2022年2月 光文社）
- スパイコードW（2022年5月 KADOKAWA）

### アンソロジー
「」内が福田和代の作品
- 宇宙小説（2012年3月 講談社文庫）「メンテナンスマン！つむじの法則」 - 漫画『宇宙兄弟』への小説やエッセイなど様々な形態のオマージュ作品が収められている
- 痛み（2012年5月 双葉社）「シザーズ」
  - 【改題】警官の貌（2014年3月 双葉文庫） - 今野敏の短編が追加収録
- 本をめぐる物語 栞は夢を見る（2014年3月 角川文庫）「ぴったりの本あります」
- アンソロジー 捨てる（2015年11月 文藝春秋 / 2018年10月 文春文庫）「捨ててもらっていいですか？」
- アンソロジー 隠す（2017年2月 文藝春秋 / 2019年11月 文春文庫）「撫桜亭奇譚」
- 迷―まよう― アンソロジー（2017年7月 新潮社 / 2021年12月 実業之日本社文庫）「迷い家」
- 推理作家謎友録 日本推理作家協会70周年記念エッセイ（2017年8月 角川文庫）※エッセイアンソロジー
- 怪を編む ショートショート・アンソロジー（2018年4月 光文社文庫）「記憶」
- アンソロジー 嘘と約束（2019年4月 光文社 / 2023年10月 光文社文庫）「効き目の遅い薬」
- アンソロジー 初恋（2019年12月 実業之日本社文庫）「カンジさん」
- 本格王2020（2020年8月 講談社文庫）「効き目の遅い薬」
- 11の秘密 ラスト・メッセージ（2021年12月 ポプラ社）「そのハッカーの名は」
- 2084年のSF（2023年5月 ハヤカワ文庫JA）「タイスケヒトリソラノナカ」
- おいしい旅 想い出編（2022年7月 角川文庫）「幸福のレシピ」
- ここだけのお金の使いかた（2022年12月 中公文庫）「わらしべ長者のつくりかた」
- まもれ最前線！ 陸海空自衛隊アンソロジー（2023年3月 光文社）「空のプライド」
- AIとSF（2023年5月 ハヤカワ文庫JA）「預言者の微笑」
- 名探偵と学ぶミステリ 推理小説アンソロジー&ガイド（2025年4月 早川書房）「南洋のアナスタシア」

### 単著未収録短編
- ホット・トライアングル（早川書房『ミステリマガジン』2009年3月号）
- ナミダ商店街（幻冬舎『パピルス』2009年10月号）
- 警視庁通訳捜査官 シザーズ（双葉社『小説推理』2012年2月号）
- レテの水（光文社『SF宝石』2013年8月20日発行）

## 映像化作品

### テレビドラマ
- 怪物（2013年6月27日、読売テレビ・日本テレビ系、主演：佐藤浩市）[3]